# Art Spector
Arthur Edward "Art" Spector (Filadelfia, Pensilvania, 17 de octubre de 1918-Nueva York, Nueva York, 18 de junio de 1987) fue un jugador de baloncesto estadounidense que disputó cuatro temporadas entre la BAA y la NBA, además de jugar previamente en la ABL. Con 1,93 metros de estatura, jugaba en la posición de alero. Era abuelo del actual jugador de fútbol Jonathan Spector.

## Trayectoria deportiva

### Universidad
Su etapa universitaria transcurrió con los Wildcats de la Universidad de Villanova, siendo el primer alumno de la institución en jugar en la NBA.

### Profesional
Comenzó su andadura profesional en los Baltimore Bullets, entonces en la ABL, donde jugó 17 partidos en los que promedió 5,5 puntos, alcanzando las finales. Al año siguiente fichó por los Trenton Tigers, donde promedió 6,0 puntos por partido.
En 1946 se convirtió en el primer jugador de la historia en fichar por los Boston Celtics en una nueva competición, la BAA. En su primera temporada en el equipo, jugando como titular, promedió 6,0 puntos por partido.
Jugó tres temporadas más en los Celtics, hasta que al finalizar la 49-50 se retiró, con 29 años de edad.

#### Estadísticas en la BAA y la NBA

##### Temporada regular
| Temporada | Edad | Equipo         | Liga  | P   | TC  | TCA | %TC  | TL  | TLA | %TL  | ASIS | FP  | PTS |
| 1946-47   | 26   | Boston Celtics | BAA   | 55  | 2.2 | 8.4 | .267 | 1.5 | 2.7 | .553 | 0.8  | 2.4 | 6.0 |
| 1947-48   | 27   | Boston Celtics | BAA   | 48  | 1.4 | 5.1 | .276 | 1.3 | 1.9 | .652 | 0.4  | 2.2 | 4.0 |
| 1948-49   | 28   | Boston Celtics | BAA   | 59  | 2.2 | 7.4 | .300 | 1.1 | 2.0 | .552 | 1.3  | 1.9 | 5.5 |
| 1949-50   | 29   | Boston Celtics | NBA   | 7   | 0.3 | 1.7 | .167 | 0.1 | 0.6 | .250 | 0.4  | 0.6 | 0.7 |
| Total     |      |                | TOTAL | 169 | 1.9 | 6.8 | .280 | 1.2 | 2.1 | .575 | 0.8  | 2.1 | 5.0 |
|           |      |                | BAA   | 162 | 2.0 | 7.0 | .281 | 1.3 | 2.2 | .578 | 0.9  | 2.1 | 5.2 |
|           |      |                | NBA   | 7   | 0.3 | 1.7 | .167 | 0.1 | 0.6 | .250 | 0.4  | 0.6 | 0.7 |

##### Playoffs
| Temporada | Edad | Equipo         | Liga | P | TCA | TC | TLA | TL | ASIS | FP | PTS | %TC  | %FT  | MIN | PTS | REB | AST |
| 1947-48   | 27   | Boston Celtics | BAA  | 3 | 2   | 9  | 2   | 4  | 0    | 9  | 6   | .222 | .500 |     | 2.0 |     | 0.0 |
| Total     |      |                | BAA  | 3 | 2   | 9  | 2   | 4  | 0    | 9  | 6   | .222 | .500 |     | 2.0 |     | 0.0 |